# スラグ (単位)
スラグ (slug) は、ヤード・ポンド法の英国重力単位系(BG)における質量の計量単位である。別名ジーポント。
重力単位系では質量ではなく重量（力）を基本単位とするため、質量は組立単位となる。国際単位系のような絶対単位系で力の単位が質量と加速度の単位から組み立てられるのとは異なり、重力単位系では、質量の単位は力と加速度の単位から組み立てられる。すなわち、1スラグは1 lbf（重量ポンド）の力によって 1 ft/s2（フィート毎秒毎秒）の加速度が生じる質量、と定義される。単位記号で書くと、slug = lbf·s2/ft となる。
そのため、slug / lb（スラグ÷ポンド）は重力加速度をft/s2で表した値となる。つまり、g ≒ 32.174048556 ft/s2 なので、1 slug ≒ 32.174048556  lb である。SIでは 1slug = 14.593902937206 kg である。
メートル法のMKS重力単位系でスラグと同様に定義された質量の組立単位は、メトリックスラグと呼ぶ。
「スラグ」(slug) は英語でナメクジの意味である。"slag"と綴るスラグは別の言葉である。